# Le Châtenet-en-Dognon
Le Châtenet-en-Dognon – miejscowość i gmina we Francji, w regionie Nowa Akwitania, w departamencie Haute-Vienne.
Według danych na rok 1990 gminę zamieszkiwało 437 osób, a gęstość zaludnienia wynosiła 21 osób/km² (wśród 747 gmin Limousin Le Châtenet-en-Dognon plasuje się na 279. miejscu pod względem liczby ludności, natomiast pod względem powierzchni na miejscu 320.).

## Populacja

Populacja Le Châtenet-en-Dognon w latach 1962-2008